# Serra de Maties
La Serra de Maties és una serra situada al municipi de Llardecans a la comarca del Segrià, amb una elevació màxima de 313,0 metres.